# Hopkins L. Turney
Hopkins L. Turney (Smith megye, 1797. október 3. – Winchester, 1857. augusztus 1.) az Amerikai Egyesült Államok szenátora (Tennessee, 1845–1851).